# Körperschaft (Katalogisierung)
Als Körperschaft („Körperschaftsname“) gelten in den Regeln für die Formalkatalogisierung unabhängig von der juristischen Definition der Körperschaft:
- sämtliche Personenvereinigungen, Organisationen und Institutionen, Unternehmen und Veranstaltungen, die eine durch ihren Namen individuell bestimmbare Einheit bilden, zum Beispiel: Gesellschaften, Vereine, Verbände, Arbeitsgemeinschaften; politische Parteien, Genossenschaften, Gewerkschaften; Berufsständische Kammern; Akademien, Universitäten, Hochschulen, Fachschulen, Institute, Archive, Bibliotheken, Museen, Theater; Unternehmen, Betriebe; Banken, Börsen; Kirchen, Orden, Klöster; Kongresse; Messen, Festwochen, Ausstellungen
- die territorialen Einheiten (Gebietskörperschaften), zum Beispiel Staaten, Bundesländer, Bezirke, Landkreise, Gemeinden, und ihre Organe, z. B. Parlamente, Regierungen, Ministerien und sonstige Behörden und Ämter,
- zwischenstaatliche und nichtstaatliche internationale Organisationen.

In Deutschland wurden die Körperschaftsnamen in der Gemeinsamen Körperschaftsdatei (GKD) gesammelt, die im April 2012 in der Gemeinsamen Normdatei (GND) aufgegangen ist. Die GND ermöglicht eine stärkere Differenzierung. Innerhalb der (traditionellen) Gruppe „Körperschaft“ unterscheiden Bibliothekare jetzt zwischen Organisation (GND, Typ k) und Veranstaltung (Typ v); weiters gibt es fiktive Körperschaften (kxz), Personengruppen, die keine Körperschaft sind (siu) und Unkörperschaften (uiz). 